# な
な、ナは、日本語の音節のひとつであり、仮名のひとつである。1モーラを形成する。五十音図において第5行第
段（な行あ段）に位置する。清音でありながら子音は有声子音であり、濁音や半濁音は持たない。

## 概要

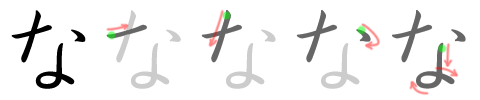
「な」の筆順

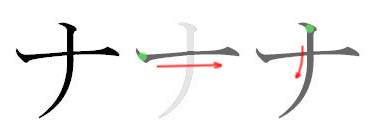
「ナ」の筆順

- 現代標準語の音韻: 上歯茎に舌をつけて発音する鼻音である有声子音/n/と、母音あから成る。
- 五十音順: 第21位のかな
- いろは順: 第21位。「ね」の次。「ら」の前。
- 平仮名「な」の字形: 「奈」の草体
- 片仮名「ナ」の字形: 「奈」の左上の部分 (初2画。学研刊『漢字源』JIS第1～第4水準版を見よ。)
- ローマ字: na
- 点字:
- 通話表: 「名古屋のナ」
- モールス信号: ・－・
- 手旗信号：1→3

- 変体仮名: （奈）
- 発音: な[ヘルプ/ファイル]

## な に関わる諸事項
- 「な」は、谷川俊太郎の詩の題名(『定義』思潮社)。
- 「ナ」は、旧国鉄での活魚車をあらわす形式記号（「サカナ」の「ナ」）。また、27.5t以上32.5t未満の客車をあらわす重量記号。国鉄客車の車両形式を参照。
- 長野県旗と奈良県旗は片仮名の「ナ」を図案化したもの。